# Projekt lidského epigenomu
Projekt lidského epigenomu (anglicky Human Epigenome Project, HEP) je mezinárodní vědecký výzkumný projekt, jehož hlavním cílem je "rozpoznat a zkatalogizovat všechny možné vzory metylace každého genu v každém hlavním typu lidské tkáně". Je financován jak z vládních, tak ze soukromých zdrojů prostřednictvím konsorcia organizací, které se zabývají genetickým výzkumem.
Po podobném projektu již nějaký čas volali vědečtí pracovníci z celého světa, kteří se zabývají výzkumem rakoviny.

## Konsorcium
Konsorcium Projektu lidského epigenomu tvoří následující organizace:
- Wellcome Trust Sanger Institute — Velká Británie
- Epigenomics AG — Německo/USA
- Centre National de Génotypage — Francie